# Javier Bayon
Javier Bayon (Barcelona, 20 de julio de 1980) es un compositor de música de cine. Ha compuesto gran cantidad de bandas sonoras, trabajando para directores como Darren Lynn Bousman, Icíar Bollaín, Juanjo Giménez Peña, o Kike Maíllo. Como orquestador, ha trabajado para artistas de la talla de Ludovico Einaudi, Javier Navarrete o Pharrell Williams. En 2016 fue galardonado con un Golden Eye en la categoría Best International Film Composer en el XII Festival Internacional de Zúrich. Dicho premio reconoce la mejor banda sonora compuesta especialmente para el certamen, interpretada por la Orquesta de la Tonhalle de Zúrich.  En dicho certamen participaron cientos de compositores de más de 40 países.  

## Filmografía seleccionada
- 2025 - Historias de Halloween - Dirigida por Kiko Prada
- 2024 - One Day in Hadsel - Dirigida por Carl Urbini
- 2023 - Robot Dreams - Nominada a los Premios Óscar [11]2024 (músico y productor de la banda sonora)
- 2021 - El Inocente (Tema principal) - Serie de Netflix - Dirigida por Oriol Paulo, con Mario Casas y José Coronado
- 2020 - Te quiero, imbécil[12] - Dirigida por Laura Mañá, con Quim Gutiérrez, Ernesto Alterio
- 2019 - Welcome to Acapulco[13] - con Michael Madsen, Paul Sorvino
- 2017 - Dorien[14] (serie TVE1) - con Macarena Gómez, Eduardo Casanova, Dafne Fernández
- 2017 - Cuánto. Más allá del dinero - Dirigida por Kike Maíllo
- 2016 - Nightworld[15] - junto a Luc Suarez con Robert Englund dirigida por Patricio Valladares
- 2016 - Timecode (orquestador) - Dirigida por Juanjo Giménez Peña
- 2014 - Angelus - Dirigida por Darren Lynn Bousman
- 2014 - L'Altra frontera (orquestador) con Ariadna Gil
- 2013 - World of Red Bull (documental - orquestando para Pharrell Williams)
- 2012 - Hoodwink

## Premios y reconocimientos
- Festival de Cine de Sitges 2015 New Visions Award  / Best Original Score[16]
- Zurich Film Festival Golden Eye 2016 / Best International Film Music
- European Cinematography Awards 2017 Jury Prize  / Best Original Score
- Huetor Vega Short Film Festival 2015 / Best Music
- Los Angeles Film Awards 2017 LAFA Award / Best Score
- MedFF- Mediterranean Film Festival 2017 MedFF / Best Music Score
- Film Composer challenge award 2017 / Achievement in Film composing
- Sonar + D / 2016 Best Proposal
- American track music awards 2017 / Best Soundtrack
- Die Seriale Festival 2019 / Nominado Best Soundtrack
- JGA Jerry Goldsmith Awards 2016 / Nominado Best Music for advertisement
- Silver Screen FilmFest 2017  / Nominado Best Original Score
- Hope Film awards 2017  / Nominado Best Soundtrack
- AURORA International Film Festival 2017  / Nominado Best Music score
- Utah Film Festival and awards 2017  / Nominado Best Original Score